# La Folie
La Folie és un grup de música barceloní. L'any 2015 guanyen 3 concursos que els permeten treure l'any 2016 el seu primer disc Traficants de somnis, gravat als estudis La Casa Murada.

## Discografia
- 2016: Traficants de somnis
- 2017: Foliecitat